# Temporada 1977-78 de los Philadelphia 76ers
La temporada 1977-78 fue la vigésimo novena de los Philadelphia 76ers en la NBA, y la decimoquinta en Filadelfia, Pensilvania, tras haber jugado hasta entonces en Syracuse bajo el nombre de Syracuse Nationals. La temporada regular acabó con 55 victorias y 27 derrotas, ocupando el primer puesto de la conferencia Este, clasificándose para los playoffs, en los que cayeron en las Finales de la Conferencia Este ante Washington Bullets.

## Elecciones en elDraft
| Ronda | Puesto | Jugador           | Posición  | Nacionalidad   | Universidad  |
| ----- | ------ | ----------------- | --------- | -------------- | ------------ |
| 1     | 20     | Glenn Mosley      | Ala-Pívot | Estados Unidos | Seton Hall   |
| 2     | 25     | Wilson Washington | Ala-Pívot | Estados Unidos | Old Dominion |
| 2     | 42     | Bob Elliott       | Ala-Pívot | Estados Unidos | Arizona      |
| 8     | 168    | John Olive        | Alero     | Estados Unidos | Villanova    |

## Temporada regular
| División Central     | División Central | División Central | División Central | División Central | División Central | División Central | División Central | División Central |
| Equipo               | G                | P                | %                | PD               | Casa             | Fuera            | Div              |                  |
| -------------------- | ---------------- | ---------------- | ---------------- | ---------------- | ---------------- | ---------------- | ---------------- | ---------------- |
| y-Philadelphia 76ers | 55               | 27               | .671             | –                | 37–4             | 18–23            | 14–2             |                  |
| x-New York Knicks    | 43               | 39               | .524             | 12               | 29–12            | 14–27            | 7–9              |                  |
| Boston Celtics       | 32               | 50               | .390             | 23               | 24–17            | 8–33             | 8–8              |                  |
| Buffalo Braves       | 27               | 55               | .329             | 28               | 20–21            | 7–34             | 7–9              |                  |
| New Jersey Nets      | 24               | 58               | .293             | 31               | 18–23            | 6–35             | 4–12             |                  |

## Playoffs

### Semifinales de Conferencia
Philadelphia 76ers vs.  New York Knicks 
| Fecha       | Partido                                     | Ciudad       |
| ----------- | ------------------------------------------- | ------------ |
| 16 de abril | Philadelphia 76ers 130, New York Knicks 90  | Philadelphia |
| 18 de abril | Philadelphia 76ers 119, New York Knicks 100 | Philadelphia |
| 20 de abril | New York Knicks 126, Philadelphia 76ers 137 | Nueva York   |
| 23 de abril | New York Knicks 107, Philadelphia 76ers 112 | Nueva York   |
|             | Philadelphia 76ers gana las series 4-0      |              |

### Finales de Conferencia
Philadelphia 76ers vs. Washington Bullets 
| Fecha       | Partido                                        | Ciudad     |
| ----------- | ---------------------------------------------- | ---------- |
| 30 de abril | Philadelphia 76ers 117, Washington Bullets 122 | Filadelfia |
| 3 de mayo   | Philadelphia 76ers 110, Washington Bullets 104 | Filadelfia |
| 5 de mayo   | Washington Bullets 123, Philadelphia 76ers 108 | Richmond   |
| 7 de mayo   | Washington Bullets 121, Philadelphia 76ers 105 | Richmond   |
| 10 de mayo  | Philadelphia 76ers 107, Washington Bullets 94  | Filadelfia |
| 12 de mayo  | Philadelphia 76ers 99, Washington Bullets 101  | Filadelfia |
|             | Washington Bullets gana las series 4-2         |            |

## Estadísticas
| Rk | Jugador           | Edad | P  | PT | MP   | TC  | TCI  | %TC  | TL  | TLI | %TL   | RO  | RD  | RT   | AS  | RB  | TAP | BP  | FP  | PTS  |
| -- | ----------------- | ---- | -- | -- | ---- | --- | ---- | ---- | --- | --- | ----- | --- | --- | ---- | --- | --- | --- | --- | --- | ---- |
| 1  | Doug Collins      | 26   | 79 | 77 | 35.1 | 8.1 | 15.5 | .526 | 3.4 | 4.2 | .812  | 1.1 | 1.8 | 2.9  | 4.1 | 1.6 | 0.3 | 3.2 | 2.9 | 19.7 |
| 2  | Julius Erving     | 27   | 74 | 68 | 32.8 | 8.3 | 16.4 | .502 | 4.1 | 4.9 | .845  | 2.4 | 4.1 | 6.5  | 3.8 | 1.8 | 1.3 | 3.2 | 2.8 | 20.6 |
| 3  | George McGinnis   | 27   | 78 | 76 | 32.5 | 7.5 | 16.3 | .463 | 5.3 | 7.4 | .716  | 3.6 | 6.8 | 10.4 | 3.8 | 1.8 | 0.3 | 4.0 | 3.7 | 20.3 |
| 4  | Henry Bibby       | 28   | 82 | 82 | 30.7 | 3.5 | 8.0  | .434 | 2.1 | 2.7 | .781  | 0.8 | 2.3 | 3.1  | 5.7 | 1.1 | 0.1 | 1.9 | 2.5 | 9.1  |
| 5  | World B. Free     | 24   | 76 | 5  | 27.0 | 5.1 | 11.3 | .455 | 5.4 | 7.4 | .731  | 1.2 | 1.6 | 2.8  | 4.0 | 0.9 | 0.5 | 2.6 | 2.6 | 15.7 |
| 6  | Darryl Dawkins    | 21   | 70 | 11 | 24.6 | 4.7 | 8.2  | .575 | 2.2 | 3.1 | .709  | 1.7 | 6.3 | 7.9  | 1.2 | 0.5 | 1.8 | 1.8 | 3.8 | 11.7 |
| 7  | Steve Mix         | 30   | 82 | 20 | 22.2 | 3.5 | 6.8  | .520 | 2.1 | 2.7 | .795  | 1.2 | 2.5 | 3.6  | 2.1 | 1.1 | 0.0 | 1.6 | 1.9 | 9.2  |
| 8  | Caldwell Jones    | 27   | 80 | 69 | 20.5 | 2.1 | 4.5  | .471 | 1.2 | 1.9 | .627  | 2.1 | 5.1 | 7.1  | 1.2 | 0.3 | 1.6 | 1.6 | 3.5 | 5.4  |
| 9  | Joe Bryant        | 23   | 81 |    | 15.3 | 2.3 | 5.4  | .436 | 1.4 | 1.8 | .771  | 1.3 | 2.2 | 3.5  | 1.6 | 0.7 | 0.3 | 1.4 | 2.3 | 6.1  |
| 10 | Harvey Catchings  | 26   | 61 | 2  | 12.3 | 1.1 | 2.9  | .393 | 0.6 | 0.9 | .618  | 1.7 | 2.4 | 4.1  | 0.6 | 0.3 | 1.1 | 0.7 | 2.0 | 2.9  |
| 11 | Ted McClain       | 31   | 29 |    | 10.1 | 1.4 | 3.3  | .438 | 0.2 | 0.3 | .700  | 0.3 | 1.0 | 1.3  | 1.2 | 0.6 | 0.1 | 0.8 | 1.2 | 3.1  |
| 12 | Mike Dunleavy     | 23   | 4  |    | 4.3  | 0.8 | 1.8  | .429 | 0.5 | 0.5 | 1.000 | 0.0 | 0.3 | 0.3  | 1.5 | 0.3 | 0.0 | 0.8 | 0.0 | 2.0  |
| 13 | Glenn Mosley      | 22   | 6  |    | 3.5  | 0.8 | 2.2  | .385 | 0.5 | 1.2 | .429  | 0.0 | 0.8 | 0.8  | 0.3 | 0.0 | 0.0 | 0.8 | 0.8 | 2.2  |
| 14 | Wilson Washington | 22   | 14 |    | 2.7  | 0.6 | 1.4  | .421 | 0.2 | 0.4 | .500  | 0.1 | 0.9 | 1.0  | 0.1 | 0.1 | 0.1 | 0.7 | 0.2 | 1.4  |

## Galardones y récords
| Jugador       | Galardón                          |
| Julius Erving | Mejor quinteto de la NBA All-Star |
| Doug Collins  | All-Star                          |